# Hopman Cup 1989
De Hopman Cup 1989 werd gehouden van woensdag 28 december 1988 tot en met zondag 1 januari 1989 op de hardcourtbinnenbanen van de Burswood Entertainment Complex in de Australische stad Perth. Het was de eerste editie.
Het toernooi was een eliminatietoernooi gespeeld met acht teams. Waarbij de top vier geplaatst was

## Deelnemers naar ranglijstpositie
| nr. | land                     | team                                 | WTA+ATP- rang1 | resultaat    |
| --- | ------------------------ | ------------------------------------ | -------------- | ------------ |
| 1.  | Tsjecho-Slowakije        | Helena Suková / Miloslav Mečíř       |                | winnaars     |
| 2.  | Australië                | Pat Cash / Hana Mandlíková           |                | finale       |
| 3.  | Bondsrepubliek Duitsland | Steffi Graf / Patrik Kühnen          |                | halve finale |
| 4.  | Zweden                   | Catarina Lindqvist / Mikael Pernfors |                | halve finale |
| -   | Frankrijk                | Pascale Paradis / Thierry Tulasne    |                | eerste ronde |
| -   | Verenigd Koninkrijk      | Sarah Loosemore / Jeremy Bates       |                | eerste ronde |
| -   | Japan                    | Masako Yanagi / Shuzo Matsuoka       |                | eerste ronde |
| -   | Joegoslavië              | Karmen Škulj / Slobodan Živojinović  |                | eerste ronde |

## Spelregels
In dit toernooi bestaat een landenontmoeting uit drie partijen (rubbers): in het vrouwenenkelspel, mannenenkelspel en gemengd dubbelspel. De partijen werden gespeeld om twee-uit-drie sets.

## Speelschema

### Eliminatiefase
|  | Kwartfinale | Kwartfinale              | Kwartfinale |           |                          | Halve finale | Halve finale | Halve finale |  |  | Finale | Finale            | Finale |
|  |             |                          |             |           |                          |              |              |              |  |  |        |                   |        |
|  | 1           | Tsjecho-Slowakije        | 2           |           |                          |              |              |              |  |  |        |                   |        |
|  |             | Japan                    | 1           |           |                          |              |              |              |  |  |        |                   |        |
|  |             | Japan                    | 1           | 1         | Tsjecho-Slowakije        | 2            |              |              |  |  |        |                   |        |
|  |             |                          |             | 1         | Tsjecho-Slowakije        | 2            |              |              |  |  |        |                   |        |
|  |             | 4                        | Zweden      | 1         |                          |              |              |              |  |  |        |                   |        |
|  |             | 4                        | Zweden      | 1         | Joegoslavië              | 0            |              |              |  |  |        |                   |        |
|  |             |                          |             |           | Joegoslavië              | 0            |              |              |  |  |        |                   |        |
|  | 4           | Zweden                   | 3           |           |                          |              |              |              |  |  |        |                   |        |
|  |             |                          |             |           |                          |              |              |              |  |  | 1      | Tsjecho-Slowakije | 2      |
|  |             |                          | 2           | Australië | 0                        |              |              |              |  |  |        |                   |        |
|  | 3           | Bondsrepubliek Duitsland | 3           |           |                          |              |              |              |  |  |        |                   |        |
|  |             | Frankrijk                | 0           |           |                          |              |              |              |  |  |        |                   |        |
|  |             | Frankrijk                | 0           | 3         | Bondsrepubliek Duitsland | 1            |              |              |  |  |        |                   |        |
|  |             |                          |             | 3         | Bondsrepubliek Duitsland | 1            |              |              |  |  |        |                   |        |
|  |             | 2                        | Australië   | 2         |                          |              |              |              |  |  |        |                   |        |
|  |             | 2                        | Australië   | 2         | Verenigd Koninkrijk      | 0            |              |              |  |  |        |                   |        |
|  |             |                          |             |           | Verenigd Koninkrijk      | 0            |              |              |  |  |        |                   |        |
|  | 2           | Australië                | 3           |           |                          |              |              |              |  |  |        |                   |        |

### Eerste ronde

#### Tsjecho-Slowakije – Japan
| Vlag van Tsjecho-Slowakije | Tsjecho-Slowakije 2 | Perth, Australië hardcourt (i) | Perth, Australië hardcourt (i) | Perth, Australië hardcourt (i) | Japan 1 | Vlag van Japan |

|   |                                                               |                                                               | 1   | 2   | 3 |  |
| - | ------------------------------------------------------------- | ------------------------------------------------------------- | --- | --- | - |  |
| 1 | Miloslav Mečíř Shuzo Matsuoka                                 | Miloslav Mečíř Shuzo Matsuoka                                 | 2 6 | 4 6 |   |  |
| 2 | Helena Suková Masako Yanagi                                   | Helena Suková Masako Yanagi                                   | 7 5 | 6 3 |   |  |
| 3 | Helena Suková / Miloslav Mečíř Masako Yanagi / Shuzo Matsuoka | Helena Suková / Miloslav Mečíř Masako Yanagi / Shuzo Matsuoka | 7 5 | 6 3 |   |  |

#### Joegoslavië – Zweden
| Vlag van Joegoslavië (1943-1992) | Joegoslavië 0 | Perth, Australië hardcourt (i) | Perth, Australië hardcourt (i) | Perth, Australië hardcourt (i) | Zweden 3 | Vlag van Zweden |

|   |                                                                          |                                                                          | 1   | 2   | 3   |  |
| - | ------------------------------------------------------------------------ | ------------------------------------------------------------------------ | --- | --- | --- |  |
| 1 | Slobodan Živojinović Mikael Pernfors                                     | Slobodan Živojinović Mikael Pernfors                                     | 4 6 | 3 6 |     |  |
| 2 | Karmen Škulj Catarina Lindqvist                                          | Karmen Škulj Catarina Lindqvist                                          | 2 6 | 3 6 |     |  |
| 3 | Karmen Škulj / Slobodan Živojinović Catarina Lindqvist / Mikael Pernfors | Karmen Škulj / Slobodan Živojinović Catarina Lindqvist / Mikael Pernfors | 7 6 | 3 6 | 2 6 |  |

#### Bondsrepubliek Duitsland – Frankrijk
| Vlag van Bondsrepubliek Duitsland | Bondsrepubliek Duitsland 3 | Perth, Australië hardcourt (i) | Perth, Australië hardcourt (i) | Perth, Australië hardcourt (i) | Frankrijk 0 | Vlag van Frankrijk |

|   |                                                               |                                                               | 1   | 2   | 3 |  |
| - | ------------------------------------------------------------- | ------------------------------------------------------------- | --- | --- | - |  |
| 1 | Patrik Kühnen Thierry Tulasne                                 | Patrik Kühnen Thierry Tulasne                                 | 7 6 | 7 5 |   |  |
| 2 | Steffi Graf Pascale Paradis                                   | Steffi Graf Pascale Paradis                                   | 6 1 | 6 2 |   |  |
| 3 | Steffi Graf / Patrik Kühnen Pascale Paradis / Thierry Tulasne | Steffi Graf / Patrik Kühnen Pascale Paradis / Thierry Tulasne | 7 6 | 7 5 |   |  |

#### Verenigd Koninkrijk  – Australië
| Vlag van Verenigd Koninkrijk | Verenigd Koninkrijk 0 | Perth, Australië hardcourt (i) | Perth, Australië hardcourt (i) | Perth, Australië hardcourt (i) | Australië 3 | Vlag van Australië |

|   |                                                           |                                                           | 1   | 2   | 3   |  |
| - | --------------------------------------------------------- | --------------------------------------------------------- | --- | --- | --- |  |
| 1 | Jeremy Bates Pat Cash                                     | Jeremy Bates Pat Cash                                     | 4 6 | 6 1 | 3 6 |  |
| 2 | Sarah Loosemore Hana Mandlíková                           | Sarah Loosemore Hana Mandlíková                           | 1 6 | 2 6 |     |  |
| 3 | Sarah Loosemore / Jeremy Bates Hana Mandlíková / Pat Cash | Sarah Loosemore / Jeremy Bates Hana Mandlíková / Pat Cash | 4 6 | 5 7 |     |  |

### Halve Finale

#### Tsjecho-Slowakije – Zweden
| Vlag van Tsjecho-Slowakije | Tsjecho-Slowakije 2 | Perth, Australië hardcourt (i) | Perth, Australië hardcourt (i) | Perth, Australië hardcourt (i) | Zweden 1 | Vlag van Zweden |

|   |                                                                     |                                                                     | 1   | 2   | 3 |  |
| - | ------------------------------------------------------------------- | ------------------------------------------------------------------- | --- | --- | - |  |
| 1 | Miloslav Mečíř Mikael Pernfors                                      | Miloslav Mečíř Mikael Pernfors                                      | 3 6 | 2 6 |   |  |
| 2 | Helena Suková Catarina Lindqvist                                    | Helena Suková Catarina Lindqvist                                    | 6 3 | 6 2 |   |  |
| 3 | Helena Suková / Miloslav Mečíř Catarina Lindqvist / Mikael Pernfors | Helena Suková / Miloslav Mečíř Catarina Lindqvist / Mikael Pernfors | 6 3 | 7 5 |   |  |

#### Bondsrepubliek Duitsland – Australië
| Vlag van Bondsrepubliek Duitsland | Bondsrepubliek Duitsland 1 | Perth, Australië hardcourt (i) | Perth, Australië hardcourt (i) | Perth, Australië hardcourt (i) | Australië 2 | Vlag van Australië |

|   |                                                        |                                                        | 1   | 2   | 3 |  |
| - | ------------------------------------------------------ | ------------------------------------------------------ | --- | --- | - |  |
| 1 | Patrik Kühnen Pat Cash                                 | Patrik Kühnen Pat Cash                                 | 3 6 | 6 7 |   |  |
| 2 | Steffi Graf Hana Mandlíková                            | Steffi Graf Hana Mandlíková                            | 6 0 | 6 1 |   |  |
| 3 | Steffi Graf / Patrik Kühnen Hana Mandlíková / Pat Cash | Steffi Graf / Patrik Kühnen Hana Mandlíková / Pat Cash | 4 6 | 2 6 |   |  |

### Finale

#### Tsjecho-Slowakije – Australië
| Vlag van Tsjecho-Slowakije | Tsjecho-Slowakije 2 | Perth, Australië hardcourt (i) | Perth, Australië hardcourt (i) | Perth, Australië hardcourt (i) | Australië 0 | Vlag van Australië |

|   |                                                           |                                                           | 1             | 2   | 3 |  |
| - | --------------------------------------------------------- | --------------------------------------------------------- | ------------- | --- | - |  |
| 1 | Miloslav Mečíř Pat Cash                                   | Miloslav Mečíř Pat Cash                                   | niet gespeeld |     |   |  |
| 2 | Helena Suková Hana Mandlíková                             | Helena Suková Hana Mandlíková                             | 6 4           | 6 3 |   |  |
| 3 | Helena Suková / Miloslav Mečíř Hana Mandlíková / Pat Cash | Helena Suková / Miloslav Mečíř Hana Mandlíková / Pat Cash | 6 2           | 6 4 |   |  |